# Divino (Minas Gerais)
Divino é um município brasileiro no interior do estado de Minas Gerais. Sua população estimada em 2024 era de 21 329 habitantes.

## História
O município foi criado pelo Decreto-Lei n.º 148 de 17 de dezembro de 1938. É constituído por quatro distritos: Divino (sede), Bom Jesus do Divino, Viletes e Vargem Grande do Divino.